# Cochliopalpus boranus
Cochliopalpus boranus là một loài bọ cánh cứng trong họ Cerambycidae.